# شهرستان مک‌کلین (اکلاهما)
شهرستان مک‌کلین، اکلاهما (به انگلیسی: McClain County, Oklahoma) شهرستانی در ایالات متحده آمریکا است که در اکلاهما واقع شده‌است.

## خصوصیات
شهرستان مک‌کلین ۱٬۵۰۲٫۲ کیلومترمربع مساحت دارد.